# Massiel Taveras
Massiel Taveras (nacida el 20 de octubre de 1984 en Santiago) es una exreina de belleza y actriz dominicana. Taveras ganó el Miss República Dominicana 2007, y representó su país en el Miss Universo 2007.

## Primeros años
Massiel nació Santiago de los Caballeros, República Dominicana, pero vive en Santo Domingo. Es hija de Damián Taveras y Carmen Henríquez, tiene seis hermanos, entre ellos, la conductora de televisión y exreina de belleza Isaura Taveras. Se graduó de diseñadora de interiores y comunicación social en la Universidad Apec.

## Concursos de belleza
Taveras compitió en Miss República Dominicana 2007, el 22 de marzo de 2007, en representación de Santiago, donde fue coronada por Mía Taveras (su prima).
Tras ganar el título nacional, Massiel compitió en el concurso Miss Universo 2007 celebrado en la Ciudad de México el 28 de mayo de 2007. Después de ser una de las favoritas, Taveras no ocupó ningún puesto.
El 26 de octubre de ese mismo año Taveras fue coronada Reina Hispanoamericana 2007 durante un acto celebrado en Santa Cruz, Bolivia, donde ganó el premio al rostro más hermoso y mejor figura.

## Televisión
A finales de 2007 Taveras se estrena como presentadora en el programa "Hoy por ti", que se transmitió por Antena Latina y desde 2009 se transmite por Antena 21. 
El 13 de septiembre de 2014, Taveras entró a formar parte como copresentadora del programa televisivo "Pégate y gana con Domingo y El Pachá", conducido y liderado por Frederick Martínez "El Pachá" y Domingo Bautista.
El 15 de septiembre de 2014, entró también como copresentadora del legendario programa meridiano "El show del medio día". El 8 de octubre a raíz de un altercado en vivo con el productor, Taveras renunció del programa, convirtiéndose así en la presentadora con menos tiempo en el espacio televisivo.

## Fundación
Producto del programa de televisión, Taveras inaugura su fundación "Hoy por ti", dedicada principalmente a procurar ayudas a niños con algún tipo de enfermedad en la República Dominicana.

## Trivia
- En 2007 apareció como modelo en el video musical "Quiero" del cantante guatemalteco Ricardo Arjona.[9]
- En 2011 fue seleccionada por el portal Terra.com entre las "25 celebridades más sexys" en la alfombra roja de los Latin Grammy.[10]
- Obtuvo el Premio NYFA, como mejor actriz de reparto por su participación en el cortometraje “Dead Flower”.[11]